# Nadia Raj
Nadia Raj fou el nom donat un estat tributari protegit del tipus zamindari, amb seu a Nadia i a Krishnanagar, al districte de Nadia a Bengala Occidental. El territori tenia vers 1900 una superfície de 8.161 km².
Una família de bramans establerta a la zona originada en Bhattanarayan el cap dels cinc bramans vinguts de Kanauj al segle IX en temps del rei Aduisur de Bengala, va ajudar a Man Singh, el general mogol, en la seva expedició contra Pratapaditya, el rebel raja de Jessore, i el representant de la nissaga, Raja Bhabananda, va rebre de l'emperador Jahangir catorze parganes en recompensa. El 1683 va pujar al tron el seu net maharaja Rudra Raj que va governar fins al 1694. El 1728 va pujar al poder maharaja Krishna Chandra, fill de Raghuram Roy de Krishnanagar, que fou adoptat per Bhabananda Majumdar Raj, i amb el que la nissaga va arribar a la cimera del seu poder a la meitat del segle XVIII quan es va posar al costat dels britànics a Plassey a Palashi (23 de juny de 1757) i va rebre de Robert Clive el títol de Rajendra bahadur i una donació de 12 canons utilitzats a Plassey que encara es conserven al palau del maharajà. Krishna Chandra va fundar el temple de Shivnibash (1762) establint diverses escoles de sànscrit a Nadia i sent patró de la música i la literatura. Va morir el 1782 i el va succeir el seu fill Sib Chandra Raj mort el 1788. A finals del segle següent governava Khitish Chandra Raj al que va succeir el seu fill Kshaunish Chandra Ray Bahadur nascut el 1890 i creat maharaja el 1911 i maharaja bahadur el 1917; membre de l'assemblea legislativa de Bengala (1921-1923) va morir el 1928. El 1953 els zamindaris van passar a l'estat indi.